# Шифр Гронсфельда
Шифр Гронсфельда — полиалфавитный подстановочный шифр создан графом Гронсвельдом (руководителем первой дешифровальной службы Германии) в XVII веке. Шифр можно считать усовершенствованием шифра Цезаря (надежность) и Виженера / Бофора (скорость).

## Описание

### Ключ
Длина ключа (K) должна быть равной длине исходного текста. Для этого циклически записывают ключ до тех пор, пока его длина не будет соответствовать длине исходного текста.

### Шифрование

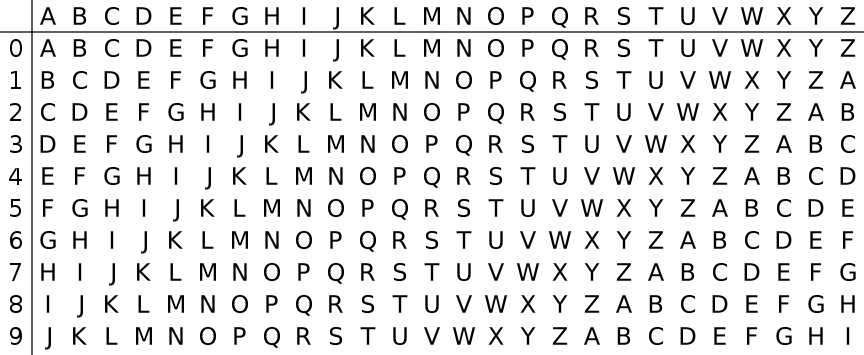
Таблица Гронсфельда

Каждый символ Mi открытого текста M нужно на Ki (соответствующий символ ключа K) шагов сдвинуть вправо.

Или пользуясь таблицей Гронсфельда (Tx y, где x — номер строки, а y — номер столбца и отсчет ведется с нуля): 

каждый символ Ci шифротекста C находится на пересечении столбца y, первый (заголовочный) символ которого равен соответствующему символу открытого текста Mi, и Ki-й (соответствующей цифры ключа) строки — (TKi y)

### Дешифрование
Каждый символ (Ci) зашифрованного текста C нужно на Ki (соответствующий символ ключа K) шагов сдвинуть влево.

Или пользуясь таблицей Гронсфельда (Tx y, где x — номер строки, а y — номер столбца  и отсчет ведется с нуля): 

нужно в Ki (i-ая цифра ключа K) строке найти символ, который равен соответствующему символу шифротекста (TKi y = Ci), и первый (заголовочный) элемент столбца будет i-ый символ открытого текста.

## Пример
Пусть дан исходный текст: M = «GRONSFELD»

и ключ: K = «2015»

### Ключ
Длина слова — 9 символов, значит и длина ключа также должна равнятся 9 символам.

K = «201520152»

### Шифрование
- M1 = «G».
- y = 6 (y — номер столбца)
- K1 = 2
- С1 = T2 6 = «I» 
C += «I» (C = «I»)

- M2 = «R».
- y = 17
- K2 = 0
- С2 = T0 17 = «R» 
C += «R» (C = «IR»)

. . . . . . . . .
- M9 = «D»
- y = 3
- K9 = 2
- С9 = T2 3 = «F» 
C += «F» (C = «IRPSUFFQF»)

Шифротекст (C) — «IRPSUFFQF»

### Дешифрование
- C1 = «I».
- x = K1 = 2
- y = 6 (y — индекс встречи Cn на x строке)
- M += «G» (M = «G»)

- C2 = «R»
- x = K2 = 0
- y = 17
- M += «R» (M = «GR»)

. . . . . . . . .
- C9 = «F»
- x = K9 = 2
- y = 3
- M += «D» (M = «GRONSFELD»)

Дешифрованный текст (M) — «GRONSFELD»

## Реализация

### Python
```
A
 
=
 
'ABCDEFGHIJKLMNOPQRSTUVWXYZ'
 
*
 
2
  
# алфавит

def
 
f
(
text
,
 
k
,
 
op
):

    
k
 
*=
 
len
(
text
)
 
//
 
len
(
k
)
 
+
 
1

    
text
 
=
 
text
.
upper
()

    
return
 
''
.
join
([
A
[
A
.
index
(
j
)
 
+
 
int
(
k
[
i
])
 
*
 
op
]
 
for
 
i
,
 
j
 
in
 
enumerate
(
text
)])

def
 
encrypt
(
message
,
 
key
):

    
return
 
f
(
message
,
 
key
,
 
1
)

def
 
decrypt
(
ciphertext
,
 
key
):

    
return
 
f
(
ciphertext
,
 
key
,
 
-
1
)

print
(
encrypt
(
'GRONSFELD'
,
 
'2015'
))
  
# расшифровывание

print
(
decrypt
(
'IRPSUFFQF'
,
 
'2015'
))
  
# шифрование

```

### C#
```
string
 
key
 
=
 
"2015"
,
 
text
 
=
 
"gronsfeld"
;

string
 
abc
 
=
 
"abcdefghijklmnopqrstuvwxyz"
,
 
newKey
 
=
 
key
,
 
result
 
=
 
""
;

bool
 
encode
 
=
 
true
;

int
 
op
 
=
 
encode
 
?
 
+
1
 
:
 
-
1
,
 
offset
,
 
indexOf
 
=
 
0
;

while
 
(
newKey
.
Length
 
<
 
text
.
Length
)

{

    
newKey
 
+=
 
key
;

}

if
 
(
newKey
.
Length
 
>
 
text
.
Length
)

{

    
newKey
 
=
 
newKey
.
Substring
(
0
,
 
newKey
.
Length
 
-
 
(
newKey
.
Length
 
-
 
text
.
Length
));

}

            

for
 
(
int
 
i
 
=
 
0
;
 
i
 
<
 
text
.
Length
;
 
i
++
)

{

    
indexOf
 
=
 
abc
.
IndexOf
(
text
[
i
]);

    
if
 
(
indexOf
 
!=
 
-
1
)

    
{

        
offset
 
=
 
abc
.
IndexOf
(
text
[
i
])
 
+
 
(
Convert
.
ToInt32
(
newKey
[
i
])
 
-
 
48
)
 
*
 
op
;

        
if
 
(
offset
 
>=
 
abc
.
Length
)

            
offset
 
=
 
offset
 
-
 
abc
.
Length
;

        
else
 
if
 
(
offset
 
<
 
0
)

            
offset
 
=
 
abc
.
Length
 
+
 
offset
;

        
result
 
+=
 
abc
[
offset
];

    
}
 
else

        
result
 
+=
 
text
[
i
];

}

```

### JavaScript
```
//Этот код работает в консоли браузера, если его скопировать и вставить туда.

var
 
alphabet
 
=
 
'ABCDEFGHIJKLMNOPQRSTUVWXYZ'
;
		
//Строка алфавита

//Одна функция из двух отсюда: https://codepen.io/the405/pen/ZOxwrr

function
 
Gronsfeld
(
m
,
 
key
,
 
mode
,
 
a
)
 
{

	
//Шифр Гронсфельда - шифрование/дешифрование

	
//	m - сообщение или шифртекст;

	
//	key - ключ,

	
//	a - строка с алфавитом

	
//	mode - режим. "encrypt" (по умолчанию), "decrypt" - для дешифрования.

	
var
 
result
 
=
 
""
;
	
//пустая строка результата, для заполнения.

	
for
 
(
var
 
i
 
=
 
0
;
 
i
 
<
 
m
.
length
;
 
++
i
)
 
{
//для каждой буквы сообщения/шифротекста

		
if
(
typeof
 
a
 
!==
 
'undefined'
){
	
//если указан алфавит - шифруем/дешифруем этим коротким кодом

			
var
 
ki
 
=
 
parseInt
(
key
[(
 
(
i
>=
key
.
length
)
 
?
 
i
 
%
 
key
.
length
 
:
 
i
)]);
	
//подгоняем ключ

			
ki
 
=
 
(
mode
 
===
 
'decrypt'
)
 
?
 
-
ki
 
:
 
ki
;
								
//-k[i] при дешифровании

			
//шифрование: ( m[i] + k[i] ), дешифрование: ( m[i] - k[i] ) = ( m[i] + (-k[i]) )

			
result
 
+=
 
a
[
 
(
 
(
 
a
.
indexOf
(
 
m
[
i
]
 
)
 
+
 
ki
 
)
 
)
 
];

		
}
else
{
	
//если алфавит не указан, попробуем шифрование/дешифрование - по коду символов

			
var
 
c
 
=
 
m
[
i
].
charCodeAt
(
0
);
		
//код i-того символа текста/шифртекста

			
var
 
counter
 
=
 
(
 
(
i
>=
key
.
length
)
 
?
 
i
%
 
key
.
length
 
:
 
i
 
);

			
if
((
typeof
 
mode
 
===
 
'undefined'
)
 
||
 
mode
===
'encrypt'
){

				
if
 
(
c
 
>=
 
97
 
&&
 
(
parseInt
(
c
)
 
+
 
parseInt
(
key
[
counter
]))
 
>
 
122
)
 
{
			
// строчные

					
result
 
+=
 
String
.
fromCharCode
(

						
parseInt
(
96
)
 
+
 
parseInt
((
parseInt
(
c
)
 
+
 
parseInt
(
key
[
counter
])
 
-
 
parseInt
(
122
)))

					
);

				
}
 
else
 
if
 
(
c
 
<=
 
90
 
&&
 
(
parseInt
(
c
)
 
+
 
parseInt
(
key
[
counter
]))
 
>
 
90
)
 
{
 	
// прописные

					
result
 
+=
 
String
.
fromCharCode
(

						
parseInt
(
64
)
 
+
 
parseInt
((
parseInt
(
c
)
 
+
 
parseInt
(
key
[
counter
])
 
-
 
parseInt
(
90
)))

					
);

				
}
 
else
 
{
 							
//иначе - сдвиг символа

					
result
 
+=
 
String
.
fromCharCode
(
parseInt
(
c
)
 
+
 
parseInt
(
key
[
counter
]));

				
}

			
}
else
 
if
(
 
mode
 
===
 
'decrypt'
 
){

				
if
 
(
c
 
>=
 
65
 
&&
 
c
 
<=
 
90
)
 
{
 			
// прописные

					
if
 
((
parseInt
(
c
)
 
-
 
parseInt
(
key
[
counter
]))
 
<
 
65
)
 
{

						
result
 
+=
 
String
.
fromCharCode
(

							
parseInt
(
91
)
 
-
 
parseInt
((
parseInt
(
65
)
 
-
 
(
parseInt
(
c
)
 
-
 
parseInt
(
key
[
counter
]))))

						
);

					
}

					
else
 
{

						
result
 
+=
 
String
.
fromCharCode
(
parseInt
(
c
)
 
-
 
parseInt
(
key
[
counter
]));

					
}

				
}
 
else
 
if
 
(
c
 
>=
 
97
 
&&
 
c
 
<=
 
122
)
 
{
	
// строчные

					
if
 
((
parseInt
(
c
)
 
-
 
parseInt
(
key
[
counter
]))
 
<
 
97
)
 
{

						
result
 
+=
 
String
.
fromCharCode
(

							
parseInt
(
123
)
 
-
 
parseInt
((
parseInt
(
97
)
 
-
 
(
parseInt
(
c
)
 
-
 
parseInt
(
key
[
counter
]))))

						
);

					
}

					
else
 
{

						
result
 
+=
 
String
.
fromCharCode
(
parseInt
(
c
)
 
-
 
parseInt
(
key
[
counter
]));

					
}

				
}
else
 
{
								
//иначе - просто символ

					
result
 
+=
 
String
.
fromCharCode
(
c
);

				
}

			
}

		
}

	
}

	
return
 
result
;
	
//возврат строки шифротекста/текста.

}

//Тест

// # шифрование 		- c указанным алфавитом

console
.
log
(
	
Gronsfeld
(
 
'GRONSFELD'
,
 
'2015'
,
 
'encrypt'
,
 
alphabet
 
),
 
"- шифрование с алфавитом"
		
);

// # расшифровывание 	- с указанным алфавитом

console
.
log
(
	
Gronsfeld
(
 
'IRPSUFFQF'
,
 
'2015'
,
 
'decrypt'
,
 
alphabet
 
),
 
"- дешифрование с алфавитом"
		
);

// # шифрование 		- по умолчанию, без алфавита и без указания 'encrypt'

console
.
log
(
	
Gronsfeld
(
 
'GRONSFELD'
,
 
'2015'
 
),
	
"- шифрование без алфавита и указания 'encrypt'"
	
);

// # успешное расшифровывание 		- без алфавита

console
.
log
(
	
Gronsfeld
(
 
'IRPSUFFQF'
,
 
'2015'
,
 
'decrypt'
 
),
 
"- дешифрование без алфавита"
				
);

// # шифрование 		- без алфавита, с маленькими буквами

console
.
log
(
	
Gronsfeld
(
 
'gronsfeld'
,
 
'2015'
,
 
'encrypt'
 
),
 
"- шифрование строчных - без алфавита"
		
);

// # расшифровывание 	- без алфавита, с маленькими буквами.

console
.
log
(
	
Gronsfeld
(
 
'irpsuffqf'
,
 
'2015'
,
 
'decrypt'
 
),
 
"- дешифрование строчных - без алфавита"
	
);

```